# Morsi (EP)
Morsi è il primo EP della cantante italiana Ditonellapiaga, pubblicato il 30 aprile 2021.
Il 14 luglio 2021 è stato pubblicato Morsi RMX, che contiene la rivisitazione in chiave elettronica di alcuni brani dell'EP.

## Tracce
Morsi
1. Repito – 2:35
2. Spreco di potenziale – 2:52
3. Carrefour Express – 3:35
4. Altrove – 2:44
5. Morphina – 2:47
6. Repito (Populous Remix) – 2:58

Morsi RMX
1. Repito (Bawrut Remix) – 7:15
2. Repito (Whitemary Remix) – 3:12
3. Repito (Populous Remix Dub Version) – 3:31
4. Altrove (Fabio Fabio Remix) – 4:30
5. Morphina (Lorenzo_BITW Remix) – 5:06